# Spigelia nana
Spigelia nana är en tvåhjärtbladig växtart som beskrevs av Brother Alain. Spigelia nana ingår i släktet Spigelia och familjen Loganiaceae. Inga underarter finns listade i Catalogue of Life.